# Staubniederschlag
Als Staubniederschlag wird die „Ablagerung von Stoffen, die als trockener Staub zusammen mit Regenwasser oder als gasförmige Bestandteile aus der Luft auf Oberflächen wie Boden, Pflanzen, Gebäude und Gewässer gelangen“ bezeichnet. Staubniederschläge galten in der Vergangenheit als sichtbares Zeichen für Luftverschmutzung. Der französische Meteorologe Gaston Tissandier sammelte bereits in den 1870er-Jahren auf zwei Quadratmeter großen Papierbögen sich ablagernden Staub, um Größe, Form und Anzahl der Partikel zu bestimmen.

## Bedeutung
Aufgrund seiner Größe oder durch die Bindung an Regentropfen beeinflusst Staubniederschlag nicht direkt die Gesundheit, da er nur zu geringen Anteilen eingeatmet wird. Dauerhafter Staubniederschlag führt aber zu schädlichen Bodenveränderungen und kann durch das Inverkehrbringen beaufschlagter Früchte oder Futtermittel gesundheitsgefährdend sein.
Zusammen mit der Messung der Schwebstaubkonzentration dient die Erfassung des Staubniederschlags zur Charakterisierung der Immissionssituation.
In der TA Luft wird unter der Nummer 4.3.1 als Immissionswert für Staubniederschlag zum Schutz vor erheblichen Belästigungen oder erheblichen Nachteilen ein Wert von 0,35 g/(m2·d) angegeben. Der Mittelungszeitraum beträgt ein Jahr. Eine Unterscheidung zwischen Staubniederschlag natürlichen und anthropogenen Ursprungs findet nicht statt.

## Messtechnische Erfassung
Staubniederschlag wird mit sogenannten Passivsammlern erfasst, die nach zwei grundsätzlich verschiedenen Methoden funktionieren: Auffangen in Sammelgefäßen und auf Haftflächen.
Zu den bekanntesten und gängigsten Verfahren zur Messung des Staubniederschlags zählt die Bergerhoff-Methode, bei der sich während des Probenahmezeitraums fester und flüssiger Niederschlag in einem Gefäß sammelt, der anschließend getrocknet wird. In der TA Luft aus dem Jahr 1986 war die Messung des Staubniederschlags mit der Bergerhoff-Methode vorgeschrieben.
Dem Bergerhoff-Sammler ähnlich sind die heutzutage nicht mehr gebräuchlichen Hibernia- und Löbner-Liesegang-Geräte. Beiden Geräten ist gemein, dass Trichter und Sammelflasche wesentliche Komponenten sind.
Bei der Sammlung auf Haft- oder Akzeptorflächen wird der Staubniederschlag auf einer transparenten Folie aus Acrylesterpolymerisat gesammelt. Die Sammelfläche befindet sich in einem windberuhigten Zylinder, der die Partikelabscheidung durch sich von der Sedimentation unterscheidende Abscheidemechanismen weitgehend ausschließt. Die gesammelten Partikel werden im Anschluss mittels Lichtmikroskop ausgewertet. In früheren Jahren wurden als Haftfolien undurchsichtige Folien verwendet, die mit Vaseline bestrichen und gravimetrisch ausgewertet wurden. Ein Nachteil dieses Verfahrens war, dass das Haftmittel bei höheren Temperaturen flüssig werden und von der Folie fließen konnte.
Der Unterschied zwischen den mit den verschiedenen Verfahren erhaltenen Messwerten kann bis zu 50 % betragen.